# Vilinska Pećina
Vilinska Pećina är en grotta i Bosnien och Hercegovina.   Den ligger i entiteten Federationen Bosnien och Hercegovina, i den centrala delen av landet, 60 km väster om huvudstaden Sarajevo. Vilinska Pećina ligger 1 078 meter över havet.
Terrängen runt Vilinska Pećina är lite bergig. Närmaste större samhälle är Gornji Vakuf, 12,6 km sydväst om Vilinska Pećina.
I omgivningarna runt Vilinska Pećina växer i huvudsak blandskog. Runt Vilinska Pećina är det ganska tätbefolkat, med 93 invånare per kvadratkilometer.